# فهرست جزایر باهاما
فهرست زیر، یک فهرست الفبایی از جزایر قلمرو همسود باهاما است.

## الف
- جزایر اباکو

- جزیره ابنر
- جزیره آکلینز
- جزیره آدرلی
- جزیره آلکورین
- جزیره توسکا
- جزیره آلن
- جزیره آلآنز
- جزایر آمبرگریز
- جزیره آندرو
- جزیره آندروس - بزرگترین جزیره باهاما
- جزیره فرشته
- جزیره زاویه و ماهی
- جزیره آنا
- جزیره آراواک
- جزیره آراوای
- جزیره کمانداران
- جزیره آتول
- جزیره آتوود
- جزیره اوت

## ب
- جزیره تماس
- جزیره باهاما
- جزیره باهاما
- جزیره بامبو
- جزیره باراتاریا
- جزیره انبار
- جزیره کوه ماهیان
- جزیره خط پایه
- جزیره ساحل
- جزیره چراغ
- جزیره منقار
- جزیره بل
- جزیره بن
- جزیره بری
- جزیره مقاومت بزرگ
- جزیره کارتر بزرگ
- جزیره غار بزرگ
- جزیره بزرگ
- جزیره خرچنگ بزرگ
- جزیره صلیب بزرگ
- جزیره تخم مرغ بزرگ
- جزیره کشاورز بزرگ
- جزیره ماهی بزرگ
- جزیره کلاسیک بزرگ
- جزیره بندرگاه بزرگ
- جزیره گراز بزرگ
- جزیره جری بزرگ
- جزیره جو داونر بزرگ
- جزیره دریاچه بزرگ
- جزیره لوید بزرگ
- جزیره عمده بزرگ
- جزیره کبوتر بزرگ
- جزیره رومر بزرگ
- جزیره صرفه جویی بندرگاه بزرگ
- جزیره نهنگ بزرگ
- جزیره چوب بزرگ
- جزیره بیلی
- جزیره بیمینی
- جزیره پرنده
- جزیره گوانا تلخ
- جزیره سیاه
- جزیره بو گربه
- جزیره باب
- جزیره باک
- جزیره اوراق قرضه
- جزیره بن ماهی
- جزیره بمبگذاری شده
- جزیره بوو
- جزیره پل
- جزیره کشتی دزدان دریایی
- جزیره قهوه ای
- جزیره قلم مو
- جزیره ویستا
- جزیره برن ساید
- جزیره باروغز
- جزیره باروو
- جزیره بورسیس